# Televisió digital terrestre a Andorra
La Televisió Digital Terrestre Andorra és el servei de televisió digital al Principat d'Andorra. El servei és operat conjuntament pel Govern andorrà i la companyia de telecomunicacions del país, Andorra Telecom.

## Història
El 25 de setembre de 2007 a les 11 PM, Andorra es va convertir en un dels primers països europeus a desconnectar totes les transmissions analògiques terrestres, convertint a TDT en l'únic mètode de recepció de TV terrestre al país.

### Segon Dividend Digital
L'arribada de la tecnologia per a mòbils 5G, prevista per l'any 2020, obligarà a fer canvis en la TDT durant aquest any, segons informa el Govern en un comunicat. Aquests canvis, d'obligat compliment segons la normativa europea de telecomunicacions, ocasionaran un canvi de freqüència d'unes certes cadenes de TDT, que hauran de ser resintonitzades abans del 31 d'octubre. Les comunitats de veïns hauran d'ajustar l'antena col·lectiva.
Les cadenes de TDT afectades per aquest canvi de freqüència seran Esport3, Euronews, TV5 Monde i Pirinencs TV. Ja que actualment aquest múltiplex emet en el canal 57. A més, aquesta modificació s'aprofitarà també per a permetre l'arribada d'Andorra Televisió en alta definició (HD), en el múltiplex del canal 42.
Per a poder veure aquests cinc canals a partir del mes d'octubre, els edificis de pisos hauran de realitzar un petit ajust en l'antena col·lectiva (aquest canvi ja es pot realitzar), mentre que els habitatges unifamiliars només hauran de fer una resintonització dels canals de la TDT el dia del canvi de freqüència.
Aquest procés, conegut com a segon dividend digital i que s'efectuarà en el mateix període que Espanya i França, es realitzarà escalonadament durant el mes d'octubre, tenint en compte les diferents zones de cobertura de les antenes emissores de TDT del Principat.

## Canals
A més d'oferir l'únic canal de televisió d'Andorra, ATV, el servei ofereix diversos canals d'Espanya i França. També és un dels pocs serveis de televisió terrestre que ofereix el canal BBC World News.
A continuació els canals disponibles en la TDT a Andorra, agrupats segons el país o regió de procedència:
| Idioma    | Estat        | Grup                                              | Canals de TV HD                     | Emissores de ràdio                      | Xarxa       |
| --------- | ------------ | ------------------------------------------------- | ----------------------------------- | --------------------------------------- | ----------- |
| Català    | Andorra      | Ràdio i Televisió d'Andorra                       | Andorra TV                          | Ràdio Nacional d'Andorra Andorra Música | 42          |
| Català    | Espanya      | Corporació Catalana de Mitjans Audiovisuals       | TV3 SX3/33 Esport3 3/24             | Catalunya Ràdio                         | 28 34 42 45 |
| Català    | Espanya      | Grupo Godó                                        |                                     | RAC1                                    | 25          |
| Català    | Espanya      | Cadena Pirenaica de Ràdio i Televisió             | Pirineus TV                         | Ràdio Valira                            | 34          |
| Castellà  | Espanya      | Radiotelevisió Espanyola                          | La 1 La 2 Teledeporte               | Ràdio 4 Radio Exterior                  | 25 42 45    |
| Castellà  | Espanya      | Atresmedia                                        | Antena 3 La Sexta                   | Onda Cero                               | 36 45       |
| Castellà  | Espanya      | Mediaset España                                   | Cuatro Telecinco                    |                                         | 28 36       |
| Castellà  | Espanya      | PRISA                                             |                                     | Cadena SER                              | 36          |
| Castellà  | Espanya      | Ábside Media                                      |                                     | COPE                                    | 28          |
| Francès   | França       | Groupe TF1                                        | TF1                                 |                                         | 42          |
| Francès   | França       | France Télévisions                                | France 2 France 3 France 4 France 5 |                                         | 25 36 45    |
| Francès   | França       | Groupe M6                                         | M6                                  |                                         | 42          |
| Francès   | França       | Arte France                                       | Arte                                |                                         | 28          |
| Francès   | França       | TV5MONDE                                          | TV5 Monde                           |                                         | 34          |
| Francès   | França       | Euronews                                          | Euronews                            |                                         | 34          |
| Francès   | França       | France Médias Monde                               |                                     | Radio France Internationale             | 45          |
| Francès   | Bèlgica      | Radio Télévision Belge de la Communauté Française |                                     | La Première                             | 34          |
| Francès   | Suïssa       | Société suisse de radiodiffusion et télévision    |                                     | La Première                             | 34          |
| Portuguès | Portugal     | Rádio e Televisão de Portugal                     | RTP Internacional                   | Antena 1                                | 28          |
| Portuguès | Portugal     | Media Capital                                     | TVI Internacional                   | Rádio Comercial                         | 25          |
| Anglès    | Regne Unit   | BBC                                               | BBC World News                      | BBC Radio                               | 28          |
| Anglès    | Estats Units | Warner Bros. Discovery                            | CNN Internacional                   | CNN Radio                               | 36          |